# Man’ouché

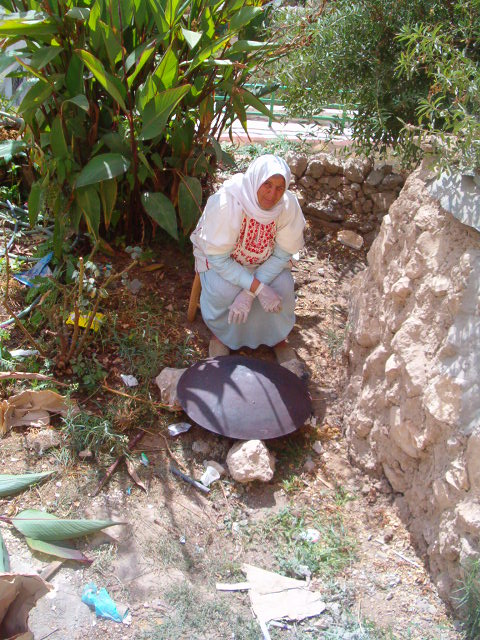
Femme préparant du pain marqouq sur un saj.

La man'ouché (au pluriel, manaïche/mana'iche) est une galette de la cuisine levantine (principalement libanaise, mais également présente dans la cuisine syrienne et jordanienne) composée d'une base semblable au pain arabe, imbibée d'huile d'olive, saupoudrée traditionnellement de zaatar et cuite au four ou sur le saj.

## Dénomination
Le nom man'ouché est une transcription de la prononciation levantine du mot arabe منقوشة (manqūša), signifiant « gravée, sculptée », de la racine ن ق ش (n-q-š). Le pluriel est مناقيش (manāqīš).

## Origine
Le man'ouché est originaire de la Phénicie (Liban actuel) entre 2500 et 539 avant notre ère . Ce plat s'est par la suite répandu plus largement au Moyen-Orient. 
Il est traditionnellement préparé le matin pour le petit déjeuner, en même temps que le pain de la journée.

## Consommation
On le mange le plus souvent au petit déjeuner.
Similaire à la pizza, on peut le plier en deux, le rouler comme un sandwich ou le couper en parts.

## Garnitures classiques
- Zaatar (arabe : زعتر, za'tar). La man'ouché za'tar est la forme la plus populaire, la galette est tartinée par un mélange de zaatar et d'huile d'olive avant d'être mise au four. On la mange le plus souvent au petit déjeuner avec du thé, ou après le dîner avec des boissons gazeuses. Souvent, l'acheteur peut apporter sa propre préparation de zaatar car chacun a sa propre recette, à l'instar du curry indien.
- Fromage (arabe : جبنة, jebne). La man'ouché jebne est consommée comme le man'ouché au zaatar, mais elle est généralement plus chère. Le zaatar est remplacé par du fromage blanc libanais, le akkawi et des graines de sésame.
- Viande de bœuf. Le laham ba'ajiyn (« pâte à la viande ») est garni d'un mélange de bœuf haché mixé avec des tomates et de l'huile végétale. Il est le plus souvent servi au déjeuner, rarement au petit déjeuner.
- Kechek. La man'ouché kechek est originaire de la région de la Bekaa. On met du kechek (yogourt fermenté avec du blé concassé) que l'on mélange avec de la tomate et de l'oignon sur le pain avant de le chauffer.

## Protection
L'élément « Al-man'ouché, une pratique culinaire emblématique au Liban » est inscrit sur la Liste représentative du patrimoine culturel immatériel de l'humanité par l'UNESCO en décembre 2023.